# 托氏短帶䲁
托氏短帶䲁（學名：Plagiotremus townsendi），又稱托氏橫口䲁，為輻鰭魚綱鳚形目䲁科短帶䲁屬的一種，分布於西印度洋紅海及阿曼灣海域, 包括加拉巴哥群島海域，深度7至55公尺，本魚體長形，頭無鬚，口下位，前部呈灰藍色，背部呈黃色，背鰭第一部分為黑色，黑色部分以下為紅色。它們的鼻子通常是紅色，上面有一條白色條紋，體長可達6公分，棲息在沿岸淺水域，以管蟲空殼為巢，會擬態黑紋稀棘䲁(Meiacanthus nigrolineatus)，趁機咬以其他魚類的皮和黏液為食，雌魚產附著性卵，雄魚有護卵行為，幼魚為浮游性，生活習性不明，可做為觀賞魚。